# Ligada
En náutica, la ligada es una amarradura que se hace a dos cabos con otro más delgado, como meollar, hilo de vela, etc.
Para dar la ligada se hace en un cabo delgado una gaza. Por ésta se pasa un chicote cogiendo las dos pernadas que se quieren ligar y se dan después ocho o diez vueltas teniendo cuidado de irlas asocando fuertememente. Por último, se pasa el chicote de la ligada por entre las dos pernadas y por entre las dos últimas vueltas terminándola para que no se salga con un medio nudo.
Las ligadas abotonadas se forman haciendo pasar dos o tres veces el chicote de la sencilla antes de dar el medio nudo por entre las dos pernadas abrazando las vueltas que se han hecho ya y terminándola después de asociar con un nudo cualquiera. Las dos vueltas cruzadas que se dan para apretar la ligada se llaman botón.